# داویت هوهانیسیان

داویت هوهانیسیان (ارمنی: Դավիթ Հովհաննիսյան) وزنه‌بردار مرد اهل ارمنستان است که در مسابقات قهرمانی وزنه‌برداری اروپا ۲۰۲۲ در تیرانا و مسابقات قهرمانی وزنه‌برداری اروپا ۲۰۲۳ در ایروان موفق به کسب ۲ مدال طلا و مسابقات قهرمانی وزنه‌برداری اروپا ۲۰۱۹ در باتومی موفق به کسب مدال برنز شد.

## نتایج
| سال                                                  | مکان                            | وزن                             | یک ضرب (ک‌گ)                     | یک ضرب (ک‌گ)                     | یک ضرب (ک‌گ)                     | یک ضرب (ک‌گ)                     | یک ضرب (ک‌گ)                     | دوضرب (ک‌گ)                      | دوضرب (ک‌گ)                      | دوضرب (ک‌گ)                      | دوضرب (ک‌گ)                      | دوضرب (ک‌گ)                      | مجموع                           | رتبه                            |
| سال                                                  | مکان                            | وزن                             | ۱                               | ۲                               | ۳                               | نتیجه                           | رتبه                            | ۱                               | ۲                               | ۳                               | نتیجه                           | رتبه                            | مجموع                           | رتبه                            |
| مسابقات قهرمانی وزنه‌برداری جهان                      | مسابقات قهرمانی وزنه‌برداری جهان | مسابقات قهرمانی وزنه‌برداری جهان | مسابقات قهرمانی وزنه‌برداری جهان | مسابقات قهرمانی وزنه‌برداری جهان | مسابقات قهرمانی وزنه‌برداری جهان | مسابقات قهرمانی وزنه‌برداری جهان | مسابقات قهرمانی وزنه‌برداری جهان | مسابقات قهرمانی وزنه‌برداری جهان | مسابقات قهرمانی وزنه‌برداری جهان | مسابقات قهرمانی وزنه‌برداری جهان | مسابقات قهرمانی وزنه‌برداری جهان | مسابقات قهرمانی وزنه‌برداری جهان | مسابقات قهرمانی وزنه‌برداری جهان | مسابقات قهرمانی وزنه‌برداری جهان |
| ---------------------------------------------------- | ------------------------------- | ------------------------------- | ------------------------------- | ------------------------------- | ------------------------------- | ------------------------------- | ------------------------------- | ------------------------------- | ------------------------------- | ------------------------------- | ------------------------------- | ------------------------------- | ------------------------------- | ------------------------------- |
| ۲۰۲۴                                                 | منامه، بحرین                    | ۹۶ ک‌گ                           | ۱۶۳                             | ۱۶۷                             | ۱۶۷                             | ۱۶۳                             | ۱۲                              | ۲۰۲                             | ۲۰۲                             | انصراف                          | '                               |                                 | '                               | -                               |
| مسابقات قهرمانی وزنه‌برداری اروپا                     |                                 |                                 |                                 |                                 |                                 |                                 |                                 |                                 |                                 |                                 |                                 |                                 |                                 |                                 |
| ۲۰۲۳                                                 | ایروان، ارمنستان                | ۹۶ ک‌گ                           | ۱۶۵                             | ۱۷۰                             | ۱۷۲                             | ۱۷۲                             | 1                               | ۲۰۰                             | ۲۰۵                             | -                               | ۲۰۵                             | 1                               | ۳۷۷                             | [ ۲ ]                           |
| ۲۰۲۲                                                 | تیرانا، آلبانی                  | ک‌گ                              | ۱۶۷                             | ۱۷۱                             | ۱۷۳                             | ۱۷۱                             | 1                               | ۲۰۲                             | ۲۰۳                             | ۲۰۶                             | ۲۰۶                             | 3                               | ۳۷۷                             | 1                               |
| ۲۰۲۱                                                 | مسکو، روسیه                     | ۹۶ ک‌گ                           | ۱۶۵                             | ۱۶۵                             | ۱۷۰                             | ۱۶۵                             | ۵                               | ۱۹۵                             | ۱۹۵                             | ۱۹۵                             | -                               | -                               | '                               |                                 |
| ۲۰۱۹                                                 | باتومی، گرجستان                 | ۸۹ ک‌گ                           | ۱۵۵                             | ۱۶۰                             | ۱۶۵                             | ۱۶۵                             | ۲                               | ۱۸۵                             | ۱۹۲                             | ۱۹۵                             | ۱۹۵                             | ۴                               | ۳۶۰                             | [ ۳ ] [ ۴ ]                     |
| قطر کاپ                                              |                                 |                                 |                                 |                                 |                                 |                                 |                                 |                                 |                                 |                                 |                                 |                                 |                                 |                                 |
| ۲۰۲۳                                                 | دوحه، قطر                       | ۹۶ ک‌گ                           |                                 |                                 |                                 | ۱۷۰                             | {{}}                            |                                 |                                 | -                               | ۲۰۰                             | {{}}                            | ۳۷۰                             | [ ۵ ]                           |
| مسابقات قهرمانی وزنه‌برداری جوانان و زیر ۲۳ سال اروپا |                                 |                                 |                                 |                                 |                                 |                                 |                                 |                                 |                                 |                                 |                                 |                                 |                                 |                                 |
| ۲۰۱۹                                                 | بخارست، رومانی                  | ۸۹ ک‌گ                           | ۱۵۵                             | ۱۶۱                             | ۱۶۱                             | ۱۶۱                             | ۳                               | ۱۸۵                             | ۱۹۴                             | ۱۹۶                             | ۱۹۶                             | ۲                               | ۳۵۷                             | ۳                               |
| مسابقات قهرمانی جهان                                 |                                 |                                 |                                 |                                 |                                 |                                 |                                 |                                 |                                 |                                 |                                 |                                 |                                 |                                 |
| ۲۰۱۹                                                 | پاتایا، تایلند                  | ۸۹ ک‌گ                           | ۱۶۰                             | ۱۶۰                             | ۱۶۵                             | ۱۶۰                             | ۱۰                              | ۱۹۰                             | ۱۹۵                             | انصراف                          | ۱۹۵                             | ۱۳                              | ۳۵۵                             | ۱۲                              |
| مسابقات قهرمانی وزنه‌برداری نوجوانان اروپا            |                                 |                                 |                                 |                                 |                                 |                                 |                                 |                                 |                                 |                                 |                                 |                                 |                                 |                                 |
| ۲۰۱۷                                                 | دراج، آلبانی                    | ۸۵ ک‌گ                           | ۱۵۰                             | ۱۵۵                             | ۱۵۸                             | ۱۵۸                             | ۲                               | ۱۸۰                             | ۱۸۵                             | ۱۸۵                             | ۱۸۵                             |                                 | ۳۴۳                             | [ ۶ ] [ ۷ ]                     |
| مسابقات قهرمانی جوانان جهان                          |                                 |                                 |                                 |                                 |                                 |                                 |                                 |                                 |                                 |                                 |                                 |                                 |                                 |                                 |
| ۲۰۱۷                                                 | توکیو، ژاپن                     | ۸۵ ک‌گ                           | ۱۵۰                             | ۱۵۰                             | ۱۵۵                             | ۱۵۵                             | ۵                               | ۱۸۵                             | ۱۸۵                             | ۱۹۳                             | ۱۸۵                             | ۸                               | ۳۴۰                             | ۶                               |
| مسابقات قهرمانی زیر ۲۰ سال اروپا                     |                                 |                                 |                                 |                                 |                                 |                                 |                                 |                                 |                                 |                                 |                                 |                                 |                                 |                                 |
| ۲۰۱۶                                                 | ایلات، اسرائیل                  | ۷۷ ک‌گ                           | ۱۴۱                             | ۱۴۵                             | ۱۴۹                             | ۱۴۹                             | ۳                               | ۱۷۰                             | ۱۷۴                             | ۱۷۷                             | ۱۷۷                             | ۱                               | ۳۲۶                             | [ ۸ ] [ ۹ ] [ ۱۰ ]              |
| مسابقات قهرمانی جوانان جهان                          |                                 |                                 |                                 |                                 |                                 |                                 |                                 |                                 |                                 |                                 |                                 |                                 |                                 |                                 |
| ۲۰۱۶                                                 | تفلیس، گرجستان                  | ۷۷ ک‌گ                           | ۱۴۵                             | ۱۴۵                             | ۱۴۹                             | ۱۴۵                             | ۱۰                              | ۱۷۵                             | ۱۷۵                             | ۱۸۲                             | ۱۷۵                             | ۹                               | ۳۲۰                             | ۸                               |
| مسابقات قهرمانی وزنه‌برداری جوانان و زیر ۲۳ سال اروپا |                                 |                                 |                                 |                                 |                                 |                                 |                                 |                                 |                                 |                                 |                                 |                                 |                                 |                                 |
| ۲۰۱۴                                                 | لیماسول، قبرس                   | ۶۹ ک‌گ                           | ۱۲۵                             | ۱۳۰                             | ۱۳۰                             | ۱۲۵                             | ۶                               | ۱۵۵                             | ۱۵۵                             | ۱۵۵                             | ۱۵۵                             | ۶                               | ۲۸۰                             | ۶                               |
| -                                                    |                                 |                                 |                                 |                                 |                                 |                                 |                                 |                                 |                                 |                                 |                                 |                                 |                                 |                                 |
| ۲۰۱۴                                                 | تسیخانوو، لهستان                | ک‌گ                              | ۱۲۰                             | ۱۲۰                             | ۱۲۵                             | ۱۲۰                             | ۳                               | ۱۴۶                             | ۱۵۶                             | ۱۵۶                             | ۱۴۶                             | ۴                               | ۲۶۶                             | [ ۱۲ ] [ ۱۳ ]                   |